# Base (géométrie)
Pour les articles homonymes, voir base.

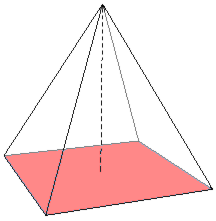
Base (en rouge) d'une pyramide

En géométrie plane, la base désigne :
- le côté inférieur (supposé horizontal) d’une figure plane (par exemple un triangle, un parallélogramme ou un trapèze). Sa longueur sert à calculer l’aire de cette figure.

En géométrie dans l'espace, 
- la base est la face inférieure (supposée horizontale) d’un solide  tels qu'un cône ou une pyramide ;
- les deux bases sont les deux faces opposées d'un solide tels qu'un cylindre ou un prisme.

L'aire des bases sert à calculer le volume du solide.
L'ensemble des surfaces d’un solide sauf les bases est appelé surface latérale.